# Julia Gillard
Julia Eileen Gillard (sinh ngày 29 tháng 9 năm 1961) là Thủ tướng Úc kiêm chủ tịch Đảng Lao động Úc từ 24 tháng 6 năm 2010 đến 26 tháng 6 năm 2013.
Julia Gillard đã là một dân biểu đại diện cho đảng này trong Hạ viện Úc kể từ tháng 10 năm 1998, đại diện cho Đơn vị bầu cử Lalor, Victoria. Bà được bầu làm Phó lãnh tụ Đảng ngày 4 tháng 12 năm 2006 và là bộ trưởng đối lập về công nghiệp, liên hệ kỹ nghệ và hội hợp xã hội từ ngày 10 tháng 12 năm 2006. Sau khi Đảng Lao động Úc thắng cuộc bầu cử liên bang Úc năm 2007 Julia Gillard trở thành phó thủ tướng nữ đầu tiên của Úc
Sau khi Đảng Lao động lên giữ chính quyền, Gillard được thủ tướng Kevin Rudd chọn làm Bộ trưởng Giáo dục, kiêm bộ trưởng về công nghiệp, liên hệ kỹ nghệ và hội hợp xã hội. Bà là người phụ nữ đầu tiên - và là người sinh ra ở nước ngoài đầu tiên được giữ chức Phó Thủ tướng Úc. Bà cũng là người phụ nữ có chức vụ cao nhất trong lịch sử chính phủ Úc. Từ ngày 11 đến 13 tháng 12 năm 2007 bà đã làm quyền Thủ tướng trong khi Kevin Rudd tham dự Hội nghị Thay đổi khí hậu Liên Hợp Quốc ở Bali. và.
Tháng 6 2010, Kevin Rudd dưới áp lực của các phe cánh thành viên trong đảng phải nhường chức lãnh tụ cho Gillard. Bà trở thành thủ tướng nữ đầu tiên, và cũng là thủ tướng không lập gia đình đầu tiên trong lịch sử Úc. Bà cũng là thành viên của Hội đồng Phụ nữ lãnh đạo thế giới.
Sau khi nhậm chức mới 3 tuần, Gillard đã tuyên bố mở cuộc bầu cử liên bang Úc vào ngày 21 tháng 8 năm 2010.
Ngày 26 tháng 6 năm 2013, bà đã bị thua trước đối thủ Kevin Rudd trong cuộc bỏ phiếu bầu chọn lãnh tụ Đảng Lao động và kết thúc 3 năm làm thủ tướng.